# Ulises Aurelio Casiano Vargas
Ulises Aurelio Casiano Vargas (ur. 25 września 1933 w Lajas, zm. 5 sierpnia 2018 w San Germán) – duchowny rzymskokatolicki, w latach 1976 - 2011 biskup Mayagüez.